# April-England
April-England is een symfonisch gedicht van de Brit John Foulds. Het muziekwerk gaat zoals de titel zegt over de maand april in Engeland.
Het origineel voor piano, dat overigens nooit gedurende het leven van de componist werd uitgevoerd, maakt deel uit van een veel groter werk met de titel Impressions of time and place. April-England en Isles of Greece zijn echter de enige twee delen die voltooid zijn. Het is geschreven naar aanleiding van het lentepunt op 21 maart 1926. Equinox en zonnewende hebben componisten en andere kunstenaars altijd geïnspireerd tot het maken van nieuw werk. De muziek tintelt je tegemoet als een koude lenteochtend, om later uit te monden in een muzikale uitbundigheid die vergelijkbaar is met het opbloeien van flora en fauna. In 1932 orkestreerde Foulds het werk.

## Ongelukkig
De première werd gegeven in 1934 door het BBC Symphony Orchestra o.l.v. Aylmer Buesst; een tweede uitvoering en radio-uitzending vond plaats op de sterfdatum van de componist 25 april 1939, die zich toen in Calcutta, India bevond.

## Bron en discografie
- Uitgave Warner Classics: City of Birmingham Symphony Orchestra o.l.v. Sakari Oramo
- Uitgave Lyrita: London Philharmonic Orchestra o.l.v. Barry Wordsworth